# Chelecala
Chelecala là một chi bướm đêm thuộc họ Noctuidae.